# Golfo Kutovaja
Il golfo Kutovaja (in russo Кутовая губа?, Kutovaja guba) è un'insenatura lungo la costa settentrionale russa, nell'oblast' di Murmansk, amministrata dal Pečengskij rajon. È situato nella parte sud-occidentale del Mare di Barents.

## Geografia
Il golfo è la diramazione più occidentale del più ampio golfo Motovskij. Si apre verso est, tra la penisola Srednij (полуостров Средний) a nord e la terraferma a sud. A ovest, è separata dalla baia Malaja Volokovaja da un istmo. Ha una lunghezza di poco più 4 km e una larghezza massima di 4,9 km all'ingresso. La profondità massima è di 131 m.
Nel golfo sfociano diversi brevi corsi d'acqua che nascono soprattutto dalle alture meridionali. Su questo lato infatti le coste sono più alte e raggiungono gli 81,6 m s.l.m. A nord e a ovest le coste sono invece più basse e non superano i 10 m d'altezza, con banchi marini lungo la riva.

Un isolotto senza nome e alcuni scogli si trovano nella parte meridionale.